# Cléopâtre (cratère)
Pour les articles homonymes, voir Cléopâtre.
Cléopâtre (Cleopatra) est un cratère d'impact situé sur la planète Vénus par 65,8° N et 5,1° E, sur le flanc oriental de Maxwell Montes, au centre d'Ishtar Terra.

## Géographie et géologie
D'un diamètre de 105 km pour une profondeur de 2,5 km, il avait au départ été identifié comme un cratère volcanique en raison des épanchements de lave qui en constituent le fond et en sortent pour se déverser en contrebas dans les vallées les plus à l'ouest de Fortuna Tessera, mais l'analyse des échos radars obtenus par la sonde Magellan a permis de le caractériser comme cratère d'impact. Cléopâtre présente notamment à travers son bord oriental une vallée, Anuket Vallis longue de 350 km, par laquelle s'est écoulée la lave en direction de Fortuna.
Ce cratère apparaît très peu déformé malgré l'activité tectonique élevée induite par l'orogenèse de Maxwell Montes, ce qui semble le dater de quelques dizaines de millions d'années tout au plus,.